# Club Baloncesto Canarias
Maillots
Le Cantera Base 1939 Canarias, actuellement connu sous le nom de La Laguna Tenerife, est un club espagnol de basket-ball basé à San Cristóbal de La Laguna. Le club évolue en Liga ACB, le plus haut niveau du championnat espagnol.

## Historique
L'entraîneur Txus Vidorreta, arrivé en 2015, quitte le club en juin 2017 pour rejoindre le Valencia BC. Il est remplacé par Nenad Marković. Marković est remplacé en décembre par Fótis Katsikáris. En juin 2018, Vidorreta revient au club.

## Palmarès
| Compétitions nationales | Compétitions internationales |
| - Championnat d'Espagne de D2 : - Champion (1) : 2012. - Copa Príncipe de Asturias : - Vainqueur (1) : 2012. - Trofeo Gobierno de Canarias : - Vainqueur (2) : 2009, 2011. | - Ligue des champions : - Vainqueur (2) : 2017, 2022. - Finaliste (1) : 2019. - Coupe intercontinentale : - Vainqueur (3) : 2017, 2020, 2023. |

## Joueurs et personnalités du club

### Entraîneurs
- 1985-1990 :  Joaquín Costa Prat
- 1991-1992 :  Wayne Brabender
- 1992-1993 :  Jesús Carrera
- 2003-2015 :  Alejandro Martínez
- 2005-2017 :  Txus Vidorreta
- 2017 :  Nenad Marković
- 2017-2018 :  Fótis Katsikáris
- 2018- :  Txus Vidorreta

### Effectif actuel (2023-2024)
L'effectif 2023-2024 est dirigé par Txus Vidorreta.

### Joueurs emblématiques
- Joby Wright
- Larry McNeill
- Levi Rost
- Mike Harper
- Germán González Navarro
- Ricardo Bethencourt
- Diego Fajardo
- Ken Johnson
- Blagota Sekulić
- Mateusz Ponitka
- Ricardo Úriz
- Tim Abromaitis
- Aaron Doornekamp
- Marius Grigonis
- Colton Iverson
- Ricardo Guillén
- Jakim Donaldson
- Luke Sikma